# Torneo Nacional de Clubes 1998
El Torneo Nacional de Clubes de 1998 fue la sexta edición del torneo organizado por la Unión Argentina de Rugby que reúne a los mejores clubes todas sus uniones provinciales afiliadas. Se llevó a cabo entre el 24 de octubre y el 21 de noviembre de 1998.
A partir de esta temporada comenzó a disputarse el Torneo del Interior, un campeonato que sirvió de antesala al Nacional de Clubes y que reunía a los mejores clubes de las uniones del interior, sin la participación de los clubes de la URBA. Este torneo fue creado con el objetivo de fomentar el desarrollo interno y ensanchar la base competitiva entre los clubes del interior, otorgando más partidos competitivos entre los torneos provinciales y el Nacional de Clubes. 
La final se disputó en las instalaciones del Club Atlético de San Isidro y se enfrentaron el Club San Cirano de Villa Celina y el Club San Luis de La Plata, ambos equipos provenientes de la Unión de Rugby de Buenos Aires. El encuentro terminó empatado 22-22 tras un penal de San Cirano en la última jugada, por lo que ambos equipos compartieran el título, el primer campeonato de primera división para ambos clubes. Como partido preliminar se enfrentaron los seleccionados juveniles de Argentina y Uruguay en la final de facto del Sudamericano M18 de 1998.

## Equipos participantes
Participaron de este torneo veinticuatro equipos: los once clubes mejor clasificados del Torneo de la URBA 1998 y trece clubes provenientes de las uniones del interior. Ocho equipos fueron cabeza de serie y clasificaron de forma directa a los octavos de final.
Cabezas de serie
Los ocho cabezas de serie fueron los tres mejores del Torneo de la URBA, el campeón del Torneo del Interior y los campeones de Córdoba, Mendoza, Rosario y Tucumán.
| Unión de origen                          | Club                     | Vía de clasificación                         |
| ---------------------------------------- | ------------------------ | -------------------------------------------- |
| Unión de Rugby de Buenos Aires 3 equipos | Hindú                    | Campeón del Torneo de la URBA 1998.          |
| Unión de Rugby de Buenos Aires 3 equipos | San Isidro Club          | Subcampeón del Torneo de la URBA 1998.       |
| Unión de Rugby de Buenos Aires 3 equipos | Atlético del Rosario     | 3.° puesto del Torneo de la URBA 1998.       |
| Unión Cordobesa de Rugby 2 equipos       | Tala Rugby Club          | Campeón del Torneo Oficial de la UCR 1998.   |
| Unión Cordobesa de Rugby 2 equipos       | Jockey Club de Córdoba   | Campeón del Torneo del Interior 1998.        |
| Unión de Rugby de Cuyo                   | Marista Rugby Club       | Campeón del torneo de la URC 1998.           |
| Unión de Rugby de Rosario                | Jockey Club de Rosario   | Campeón del Torneo Oficial de la URR 1998.   |
| Unión de Rugby de Tucumán                | Universitario de Tucumán | Campeón del Campeonato Anual de la URT 1998. |

Primera fase
A la primera fase clasificaron del 4.° al 11.° del Torneo de la URBA y los ochos mejores equipos del Torneo del Interior no clasificados como cabezas de serie. Santiago Lawn Tennis Club no participó a pesar de haber disputado la segunda fase del Torneo del Interior. Huirapuca de Tucumán participó en su lugar.
| Unión de origen                          | Club                   | Vía de clasificación                                    |
| ---------------------------------------- | ---------------------- | ------------------------------------------------------- |
| Unión de Rugby de Buenos Aires 8 equipos | La Plata Rugby Club    | 4.° puesto del Torneo de la URBA 1998.                  |
| Unión de Rugby de Buenos Aires 8 equipos | Club San Cirano        | 5.° puesto del Torneo de la URBA 1998.                  |
| Unión de Rugby de Buenos Aires 8 equipos | Alumni                 | 6.° puesto del Torneo de la URBA 1998.                  |
| Unión de Rugby de Buenos Aires 8 equipos | Club San Luis          | 7.° puesto del Torneo de la URBA 1998.                  |
| Unión de Rugby de Buenos Aires 8 equipos | Newman                 | 8.° puesto del Torneo de la URBA 1998.                  |
| Unión de Rugby de Buenos Aires 8 equipos | Regatas de Bella Vista | 9.° puesto del Torneo de la URBA 1998.                  |
| Unión de Rugby de Buenos Aires 8 equipos | Olivos Rugby Club      | 10.° puesto del Torneo de la URBA 1998.                 |
| Unión de Rugby de Buenos Aires 8 equipos | CASI                   | 11.° puesto del Torneo de la URBA 1998.                 |
| Unión Cordobesa de Rugby 3 equipos       | Club La Tablada        | Semifinalista del Torneo del Interior 1998.             |
| Unión Cordobesa de Rugby 3 equipos       | Córdoba Athletic Club  | Eliminado en segunda fase del Torneo del Interior 1998. |
| Unión Cordobesa de Rugby 3 equipos       | Club Palermo Bajo      | Eliminado en segunda fase del Torneo del Interior 1998. |
| Unión de Rugby de Cuyo 2 equipos         | Los Tordos Rugby Club  | Eliminado en segunda fase del Torneo del Interior 1998. |
| Unión de Rugby de Cuyo 2 equipos         | Teqüe Rugby Club       | Eliminado en segunda fase del Torneo del Interior 1998. |
| Unión de Rugby de Rosario                | Duendes Rugby Club     | Semifinalista del Torneo del Interior 1998.             |
| Unión de Rugby de Tucumán                | Huirapuca              |                                                         |
| Unión de Rugby del Nordeste              | Aranduroga Rugby Club  | Eliminado en segunda fase del Torneo del Interior 1998. |

Formato
El torneo se disputó a eliminación directa en cinco rondas: primera fase, octavos, cuartos, semifinales y final. Dieciséis equipos disputaron la primera fase mientras que ocho cabezas de serie clasificaron directamente a octavos de final. A partir de cuartos de final, la localía se decidió por sorteo.

## Partidos

### Primera fase
| 24 de octubre | Duendes | 18 - 11 | CASI |                                            |                                            |
|               |         | Reporte |      | Árbitro(s): Víctor Rabuffetti (Entre Ríos) | Árbitro(s): Víctor Rabuffetti (Entre Ríos) |

| 24 de octubre | San Luis | 40 - 24 | Palermo Bajo |                               |                               |
|               |          | Reporte |              | Árbitro(s): Alberto Gutiérrez | Árbitro(s): Alberto Gutiérrez |

| 24 de octubre | La Tablada | 24 - 20 | Olivos |                                        |                                        |
|               |            | Reporte |        | Árbitro(s): Paul Bleckwedell (Tucumán) | Árbitro(s): Paul Bleckwedell (Tucumán) |

| 25 de octubre | Alumni | 48 - 16 | Teqüe |                                         |                                         |
|               |        | Reporte |       | Árbitro(s): Fernando Guerrero (Rosario) | Árbitro(s): Fernando Guerrero (Rosario) |

| 25 de octubre | Córdoba Athletic | 28 - 27 | Regatas (BV) |                                    |                                    |
|               |                  | Reporte |              | Árbitro(s): Oscar Vittar (Tucumán) | Árbitro(s): Oscar Vittar (Tucumán) |

| 24 de octubre | San Cirano | 53 - 41 | Huirapuca |                                  |                                  |
|               |            | Reporte |           | Árbitro(s): Lucas Diez (Rosario) | Árbitro(s): Lucas Diez (Rosario) |

| 24 de octubre | Los Tordos | 13 - 34 | Newman |                                      |                                      |
|               |            | Reporte |        | Árbitro(s): Gustavo Paulin (Córdoba) | Árbitro(s): Gustavo Paulin (Córdoba) |

| 24 de octubre | La Plata RC | 78 - 29 | Aranduroga |                           |                           |
|               |             | Reporte |            | Árbitro(s): Eduardo Simón | Árbitro(s): Eduardo Simón |

|  | Octavos de final  | Octavos de final  | Octavos de final     |                      |                  | Cuartos de final | Cuartos de final | Cuartos de final |  |          | Semifinales     | Semifinales     | Semifinales     |  |          | Final           | Final           | Final           |  |
|  | 31 de octubre     | 31 de octubre     | 31 de octubre        |                      |                  | 7 de noviembre   | 7 de noviembre   | 7 de noviembre   |  |          | 14 de noviembre | 14 de noviembre | 14 de noviembre |  |          | 21 de noviembre | 21 de noviembre | 21 de noviembre |  |
|  |                   |                   |                      |                      |                  |                  |                  |                  |  |          |                 |                 |                 |  |          |                 |                 |                 |  |
|  |                   |                   |                      |                      |                  |                  |                  |                  |  |          |                 |                 |                 |  |          |                 |                 |                 |  |
|  | Marista           | Marista           | 24                   |                      |                  |                  |                  |                  |  |          |                 |                 |                 |  |          |                 |                 |                 |  |
|  | Marista           | Marista           | 24                   |                      |                  |                  |                  |                  |  |          |                 |                 |                 |  |          |                 |                 |                 |  |
|  | Duendes           | Duendes           | 32                   |                      |                  |                  |                  |                  |  |          |                 |                 |                 |  |          |                 |                 |                 |  |
|  | Duendes           | Duendes           | 32                   |                      | Duendes          | Duendes          | 24               |                  |  |          |                 |                 |                 |  |          |                 |                 |                 |  |
|  |                   |                   |                      |                      | Duendes          | Duendes          | 24               |                  |  |          |                 |                 |                 |  |          |                 |                 |                 |  |
|  |                   |                   | San Luis             | San Luis             | 39               |                  |                  |                  |  |          |                 |                 |                 |  |          |                 |                 |                 |  |
|  | Hindú             | Hindú             | San Luis             | San Luis             | 39               | 34               |                  |                  |  |          |                 |                 |                 |  |          |                 |                 |                 |  |
|  | Hindú             | Hindú             |                      |                      |                  |                  |                  |                  |  |          |                 |                 |                 |  |          |                 |                 |                 |  |
|  | San Luis          | San Luis          | 45                   |                      |                  |                  |                  |                  |  |          |                 |                 |                 |  |          |                 |                 |                 |  |
|  | San Luis          | San Luis          | 45                   |                      |                  |                  |                  |                  |  | San Luis | San Luis        | 38              |                 |  |          |                 |                 |                 |  |
|  |                   |                   |                      |                      |                  |                  |                  |                  |  | San Luis | San Luis        | 38              |                 |  |          |                 |                 |                 |  |
|  |                   |                   | Atlético del Rosario | Atlético del Rosario | 20               |                  |                  |                  |  |          |                 |                 |                 |  |          |                 |                 |                 |  |
|  | Atl. del Rosario  | Atl. del Rosario  | Atlético del Rosario | Atlético del Rosario | 20               | 45               |                  |                  |  |          |                 |                 |                 |  |          |                 |                 |                 |  |
|  | Atl. del Rosario  | Atl. del Rosario  |                      |                      |                  |                  |                  |                  |  |          |                 |                 |                 |  |          |                 |                 |                 |  |
|  | La Tablada        | La Tablada        | 31                   |                      |                  |                  |                  |                  |  |          |                 |                 |                 |  |          |                 |                 |                 |  |
|  | La Tablada        | La Tablada        | 31                   |                      | Atl. del Rosario | Atl. del Rosario | 45               |                  |  |          |                 |                 |                 |  |          |                 |                 |                 |  |
|  |                   |                   |                      |                      | Atl. del Rosario | Atl. del Rosario | 45               |                  |  |          |                 |                 |                 |  |          |                 |                 |                 |  |
|  |                   |                   | Jockey Club (C)      | Jockey Club (C)      | 40               |                  |                  |                  |  |          |                 |                 |                 |  |          |                 |                 |                 |  |
|  | Jockey Club (C)   | Jockey Club (C)   | Jockey Club (C)      | Jockey Club (C)      | 40               | 36               |                  |                  |  |          |                 |                 |                 |  |          |                 |                 |                 |  |
|  | Jockey Club (C)   | Jockey Club (C)   |                      |                      |                  |                  |                  |                  |  |          |                 |                 |                 |  |          |                 |                 |                 |  |
|  | Alumni            | Alumni            | 14                   |                      |                  |                  |                  |                  |  |          |                 |                 |                 |  |          |                 |                 |                 |  |
|  | Alumni            | Alumni            | 14                   |                      |                  |                  |                  |                  |  |          |                 |                 |                 |  | San Luis | San Luis        | 22              |                 |  |
|  |                   |                   |                      |                      |                  |                  |                  |                  |  |          |                 |                 |                 |  | San Luis | San Luis        | 22              |                 |  |
|  |                   |                   | San Cirano           | San Cirano           | 22               |                  |                  |                  |  |          |                 |                 |                 |  |          |                 |                 |                 |  |
|  | Jockey Club (R)   | Jockey Club (R)   | San Cirano           | San Cirano           | 22               | 58               |                  |                  |  |          |                 |                 |                 |  |          |                 |                 |                 |  |
|  | Jockey Club (R)   | Jockey Club (R)   |                      |                      |                  |                  |                  |                  |  |          |                 |                 |                 |  |          |                 |                 |                 |  |
|  | Córdoba Athletic  | Córdoba Athletic  | 49                   |                      |                  |                  |                  |                  |  |          |                 |                 |                 |  |          |                 |                 |                 |  |
|  | Córdoba Athletic  | Córdoba Athletic  | 49                   |                      | San Cirano       | San Cirano       | 26               |                  |  |          |                 |                 |                 |  |          |                 |                 |                 |  |
|  |                   |                   |                      |                      | San Cirano       | San Cirano       | 26               |                  |  |          |                 |                 |                 |  |          |                 |                 |                 |  |
|  |                   |                   | Jockey Club (R)      | Jockey Club (R)      | 16               |                  |                  |                  |  |          |                 |                 |                 |  |          |                 |                 |                 |  |
|  | San Isidro Club   | San Isidro Club   | Jockey Club (R)      | Jockey Club (R)      | 16               | 18               |                  |                  |  |          |                 |                 |                 |  |          |                 |                 |                 |  |
|  | San Isidro Club   | San Isidro Club   |                      |                      |                  |                  |                  |                  |  |          |                 |                 |                 |  |          |                 |                 |                 |  |
|  | San Cirano        | San Cirano        | 25                   |                      |                  |                  |                  |                  |  |          |                 |                 |                 |  |          |                 |                 |                 |  |
|  | San Cirano        | San Cirano        | 25                   |                      |                  |                  |                  |                  |  | Tala     | Tala            | 8               |                 |  |          |                 |                 |                 |  |
|  |                   |                   |                      |                      |                  |                  |                  |                  |  | Tala     | Tala            | 8               |                 |  |          |                 |                 |                 |  |
|  |                   |                   | San Cirano           | San Cirano           | 12               |                  |                  |                  |  |          |                 |                 |                 |  |          |                 |                 |                 |  |
|  | Newman            | Newman            | San Cirano           | San Cirano           | 12               | 20               |                  |                  |  |          |                 |                 |                 |  |          |                 |                 |                 |  |
|  | Newman            | Newman            |                      |                      |                  |                  |                  |                  |  |          |                 |                 |                 |  |          |                 |                 |                 |  |
|  | Tala              | Tala              | 27                   |                      |                  |                  |                  |                  |  |          |                 |                 |                 |  |          |                 |                 |                 |  |
|  | Tala              | Tala              | 27                   |                      | Tala             | Tala             | 15               |                  |  |          |                 |                 |                 |  |          |                 |                 |                 |  |
|  |                   |                   |                      |                      | Tala             | Tala             | 15               |                  |  |          |                 |                 |                 |  |          |                 |                 |                 |  |
|  |                   |                   | Universitario (T)    | Universitario (T)    | 12               |                  |                  |                  |  |          |                 |                 |                 |  |          |                 |                 |                 |  |
|  | Universitario (T) | Universitario (T) | Universitario (T)    | Universitario (T)    | 12               | 20               |                  |                  |  |          |                 |                 |                 |  |          |                 |                 |                 |  |
|  | Universitario (T) | Universitario (T) |                      |                      |                  |                  |                  |                  |  |          |                 |                 |                 |  |          |                 |                 |                 |  |
|  | La Plata RC       | La Plata RC       | 18                   |                      |                  |                  |                  |                  |  |          |                 |                 |                 |  |          |                 |                 |                 |  |
|  | La Plata RC       | La Plata RC       | 18                   |                      |                  |                  |                  |                  |  |          |                 |                 |                 |  |          |                 |                 |                 |  |
|  |                   |                   |                      |                      |                  |                  |                  |                  |  |          |                 |                 |                 |  |          |                 |                 |                 |  |

### Octavos de final
| 31 de octubre | Marista | 24 - 32 | Duendes |  |  |
|               |         | Reporte |         |  |  |

| 31 de octubre | Hindú | 34 - 45 | San Luis |  |  |
|               |       | Reporte |          |  |  |

| 31 de octubre | Atlético del Rosario | 45 - 31 | La Tablada |  |  |
|               |                      | Reporte |            |  |  |

| 31 de octubre | Jockey Club (C) | 36 - 14 | Alumni |                                           |                                           |
|               |                 | Reporte |        | Árbitro(s): Víctor Rabufetti (Entre Ríos) | Árbitro(s): Víctor Rabufetti (Entre Ríos) |

| 31 de octubre | Jockey Club (R) | 58 - 49 | Córdoba Athletic |  |  |
|               |                 | Reporte |                  |  |  |

| 31 de octubre | San Isidro Club | 18 - 25 | San Cirano |  |  |
|               |                 | Reporte |            |  |  |

| 31 de octubre | Newman | 20 - 27 | Tala |                                       |                                       |
|               |        | Reporte |      | Árbitro(s): Carlos Molinari (Rosario) | Árbitro(s): Carlos Molinari (Rosario) |

| 31 de octubre | Universitario (T) | 20 - 18 | La Plata RC |  |  |
|               |                   | Reporte |             |  |  |

### Cuartos de final
| 7 de noviembre | Duendes | 24 - 39 | San Luis |  |  |
|                |         | Reporte |          |  |  |

| 7 de noviembre | Atlético del Rosario | 45 - 40 (t.e.) | Jockey Club (C) |  |  |
|                |                      | Reporte        |                 |  |  |

| 7 de noviembre | San Cirano | 26 - 16 | Jockey Club (R) |  |  |
|                |            | Reporte |                 |  |  |

| 7 de noviembre | Tala | 15 - 12 | Universitario (T) |  |  |
|                |      | Reporte |                   |  |  |

### Semifinales
| 14 de noviembre | San Luis | 38 - 20 | Atlético del Rosario |  |  |
|                 |          | Reporte |                      |  |  |

| 14 de noviembre | Tala | 8 - 12  | San Cirano |                                                                   |                                                                   |
|                 |      | Reporte |            | Asistencia: 800 espectadores Árbitro(s): Roy Maybank (Inglaterra) | Asistencia: 800 espectadores Árbitro(s): Roy Maybank (Inglaterra) |

### Final
| 21 de noviembre | San Luis | 22 - 22 | San Cirano | Club Atlético de San Isidro,                                       |                                                                    |
|                 |          | Reporte |            | Asistencia: 2000 espectadores Árbitro(s): Roy Maybank (Inglaterra) | Asistencia: 2000 espectadores Árbitro(s): Roy Maybank (Inglaterra) |

| Bandera de la Provincia de Buenos Aires · Bandera de la Provincia de Buenos Aires |
| San Cirano y San Luis Campeones                                                   |
| Primer título                                                                     |